# Auf den Kopf gestellt
Auf den Kopf gestellt ist das 26. Studioalbum des deutschen Schlagersängers Roland Kaiser, das am 12. Februar 2016 von Ariola veröffentlicht wurde.

## Hintergrund
Das Album platzierte sich in Deutschland in der ersten Woche auf Platz 2, in Österreich auf Platz 5. Als erste Titel des Albums stellte er Das Beste am Leben und Ein Leben lang in der Sendung Das Glückwunschfest – Silbereisen gratuliert vor. Später folgte die Single Kein Problem in der ARD-Show von Beatrice Egli.

## Rezeption
Dani Fromm, Musikkritiker von laut.de, schrieb zusammenfassend zu den Titeln des Albums: „Zopfig arrangierter, mehr oder weniger angerockter Pop-Schlager wechselt mit Balladenmaterial unterschiedlicher Kitsch-Abstufungen.“

## Titelliste
1. Auf den Kopf gestellt
2. Brief an mich selbst
3. Das Beste am Leben
4. Hör auf Dein Herz (+ Julia Kröhnert)
5. Halt mich noch einmal fest
6. Ein Leben lang
7. Fünfundzwanzig Stunden
8. Applaus für Deine Lügen
9. Kein Problem
10. Seiltänzerin
11. Ich wär so gern der andre Mann
12. Weil Du in mir gespeichert bist
13. Am Morgen nach dem großen Tag
14. Und wenn Dein Name Leila wär
15. Herzbeben
16. Das Beste am Leben (Filtr Sessions – Acoustic)
17. Ein Leben lang (Filtr Sessions – Acoustic)
18. Warum hast du nicht nein gesagt (Filtr Sessions – Acoustic)
19. Joana (Filtr Sessions – Acoustic)
20. Strangers in the Night (Filtr Sessions – Acoustic)

## Chartplatzierungen
| Jahr | Titel                 | Höchstplatzierung, Gesamtwochen, AuszeichnungChartplatzierungen (Jahr, Titel, Platzierungen, Wochen, Auszeichnungen, Anmerkungen) | Höchstplatzierung, Gesamtwochen, AuszeichnungChartplatzierungen (Jahr, Titel, Platzierungen, Wochen, Auszeichnungen, Anmerkungen) | Höchstplatzierung, Gesamtwochen, AuszeichnungChartplatzierungen (Jahr, Titel, Platzierungen, Wochen, Auszeichnungen, Anmerkungen) | Anmerkungen                                                |
| Jahr | Titel                 | DE | AT | CH | Anmerkungen                                                |
| ---- | --------------------- | --- | --- | --- | ---------------------------------------------------------- |
| 2016 | Auf den Kopf gestellt | DE2 (27 Wo.)DE | AT5 (19 Wo.)AT | CH48 (6 Wo.)CH | Erstveröffentlichung: 12. Februar 2016 Verkäufe: + 100.000 |